# Systoechus faustus
Systoechus faustus är en tvåvingeart som beskrevs av Hesse 1938. Systoechus faustus ingår i släktet Systoechus och familjen svävflugor. Inga underarter finns listade i Catalogue of Life.